# Pinheiros (Tabuaço)
Pour les articles homonymes, voir Pinheiros (homonymie).
Pinheiros est une ancienne paroisse civile portugaise (en portugais : freguesia) de la municipalité de Tabuaço dans le district de Viseu.
La loi no 11-A/2013 du 28 janvier 2013, portant réorganisation administrative du territoire des freguesias, fusionne Pinheiros avec la paroisse voisine de Vale de Figueira pour former l’União das freguesias de Pinheiros e Vale de Figueira (dont le siège est à Pinheiros).